# Hamidiyeh
Hamidiyeh (persiano حمیدیه) è una città dello shahrestān di Ahvaz, circoscrizione di Hamidiyeh, nella provincia del Khūzestān. Aveva, nel 2006, una popolazione di 21.977 abitanti.